# دهستان بالالاریجان
بالا لاریجان، دهستانی است از توابع بخش لاریجان شهرستان آمل در استان مازندران ایران.

## جمعیت
بر اساس سرشماری سال ۱۳۸۵جمعیت آن ۴۰۴۳ نفر (۱۱۶۹ خانوار) بوده‌است.